# La Porte City (Iowa)
La Porte City es una ciudad ubicada en el condado de Black Hawk en el estado estadounidense de Iowa. En el Censo de 2010 tenía una población de 2285 habitantes y una densidad poblacional de 336,86 personas por km².

## Geografía
La Porte City se encuentra ubicada en las coordenadas 42°18′50″N 92°11′27″O / 42.31389, -92.19083. Según la Oficina del Censo de los Estados Unidos, La Porte City tiene una superficie total de 6.78 km², de la cual 6.61 km² corresponden a tierra firme y (2.52%) 0.17 km² es agua.

## Demografía
Según el censo de 2010, había 2285 personas residiendo en La Porte City. La densidad de población era de 336,86 hab./km². De los 2285 habitantes, La Porte City estaba compuesto por el 97.81% blancos, el 0.79% eran afroamericanos, el 0.09% eran amerindios, el 0.22% eran asiáticos, el 0% eran isleños del Pacífico, el 0.13% eran de otras razas y el 0.96% pertenecían a dos o más razas. Del total de la población el 0.96% eran hispanos o latinos de cualquier raza.